# Estadio Abdoulaye Wade
El Estadio Abdoulaye Wade también conocido como Estadio Olímpico de Diamniadio, es un estadio de fútbol ubicado en la ciudad de Diamniadio, en la Región de Dakar, Senegal. Fue inaugurado el 22 de febrero de 2022 y tiene una capacidad para 50 000 espectadores, siendo el estadio en el que disputa sus partidos la Selección de fútbol de Senegal y el ASC Jeanne d'Arc de la Liga senegalesa de fútbol. A pocos días de la inauguración, se anunció que el estadio llevaría el nombre del expresidente de Senegal, Abdoulaye Wade. Esta programado para albergar los Juegos Olímpicos de la Juventud de Dakar 2026.

## Diseño y construcción
Fue diseñado por Tabanlıoğlu Mimarlık y la primera piedra se colocó el 20 de febrero de 2020, en presencia del Presidente Macky Sall, fue construido en un plazo de 18 meses por la constructora turca Summa İnşaat, que construyó anteriormente el Dakar Arena. La construcción cubrió un área de 88.000 metros cuadrados (22 acres). El tipo de contrato fue un proyecto llave en mano de diseño y construcción. Se informó que el costo de la construcción fue de 156 mil millones de francos CFA ($ 238 millones de euros).

## Inauguración
El estadio fue inaugurado oficialmente el 22 de febrero de 2022 por el presidente de Senegal, Macky Sall, en presencia del presidente de Turquía Recep Tayyip Erdoğan, el presidente de la FIFA Gianni Infantino, el presidente de Guinea-Bissau Umaro Sissoco Embaló, el presidente de Ruanda Paul Kagame, el presidente de Liberia George Weah, y el presidente de Gambia Adama Barrow.
El primer juego fue un partido de exhibición, que lo animaron una selección de leyendas de la selección nacional de fútbol de Senegal contra una selección de leyendas del fútbol africano. El equipo senegalés lo formaron jugadores como El Hadji Diouf, Demba Ba, Mamadou Niang, Moussa Sow, Lamine Diatta, Omar Daf, Khalilou Fadiga y Souleyman Sané. El equipo de jugadores africanos estuvo formado por jugadores como Samuel Eto'o, Didier Drogba, Yaya Touré, Emmanuel Adebayor, Jay Jay Okocha, Asamoah Gyan, Patrick M'Boma, Mustapha Hadji, Samuel Kuffour, Shabani Nonda y Jonathan Pitroipa. El partido terminó en empate 1-1.
El resto de la ceremonia estuvo marcada por las actuaciones culturales y musicales de las estrellas de la música senegalesa, Ismaël Lô, Baaba Maal y Youssou N'Dour.